# 清溪郡
清溪郡（越南语：／）是越南岘港市下辖的一个郡。面积10.5平方千米，2024年总人口236754人。

## 地理
清溪郡北接岘港湾，东接海洲郡，西接莲沼郡和锦荔郡，南接锦荔郡。

## 历史
1997年1月23日，以原省辖岘港市安溪坊、清禄旦坊、春河坊、三顺坊、政涧坊、硕涧坊、新政坊、永中坊8坊设立清溪郡。
2005年8月5日，安溪坊部分区域划归清禄旦坊管辖，清禄旦坊部分区域划归安溪坊管辖，安溪坊析置和溪坊，清禄旦坊分设为清溪东坊和清溪西坊。
2024年10月24日，越南国会常务委员会通过决议，自2025年1月1日起，莲沼郡和明坊部分区域划归清溪郡清溪西坊管辖，和溪坊并入清溪东坊，三顺坊并入春河坊，永中坊并入硕涧坊，新政坊并入政涧坊。

## 行政区划
清溪郡下辖6坊，郡人民委员会位于春河坊。
- 安溪坊（Phường An Khê）
- 政涧坊（Phường Chính Gián）
- 硕涧坊（Phường Thạc Gián）
- 清溪东坊（Phường Thanh Khê Đông）
- 清溪西坊（Phường Thanh Khê Tây）
- 春河坊（Phường Xuân Hà）

## 交通
- 南北鐵路岘港站